# Lindt & Sprüngli
Pour les articles homonymes, voir Lindor.
Lindt & Sprüngli AG est un fabricant de chocolat ayant son siège social à Kilchberg dans le canton de Zurich en Suisse.
Aujourd'hui le groupe dispose de ses propres sites de production en Suisse, en Allemagne, en France, en Italie, aux États-Unis et en Autriche.

## Histoire

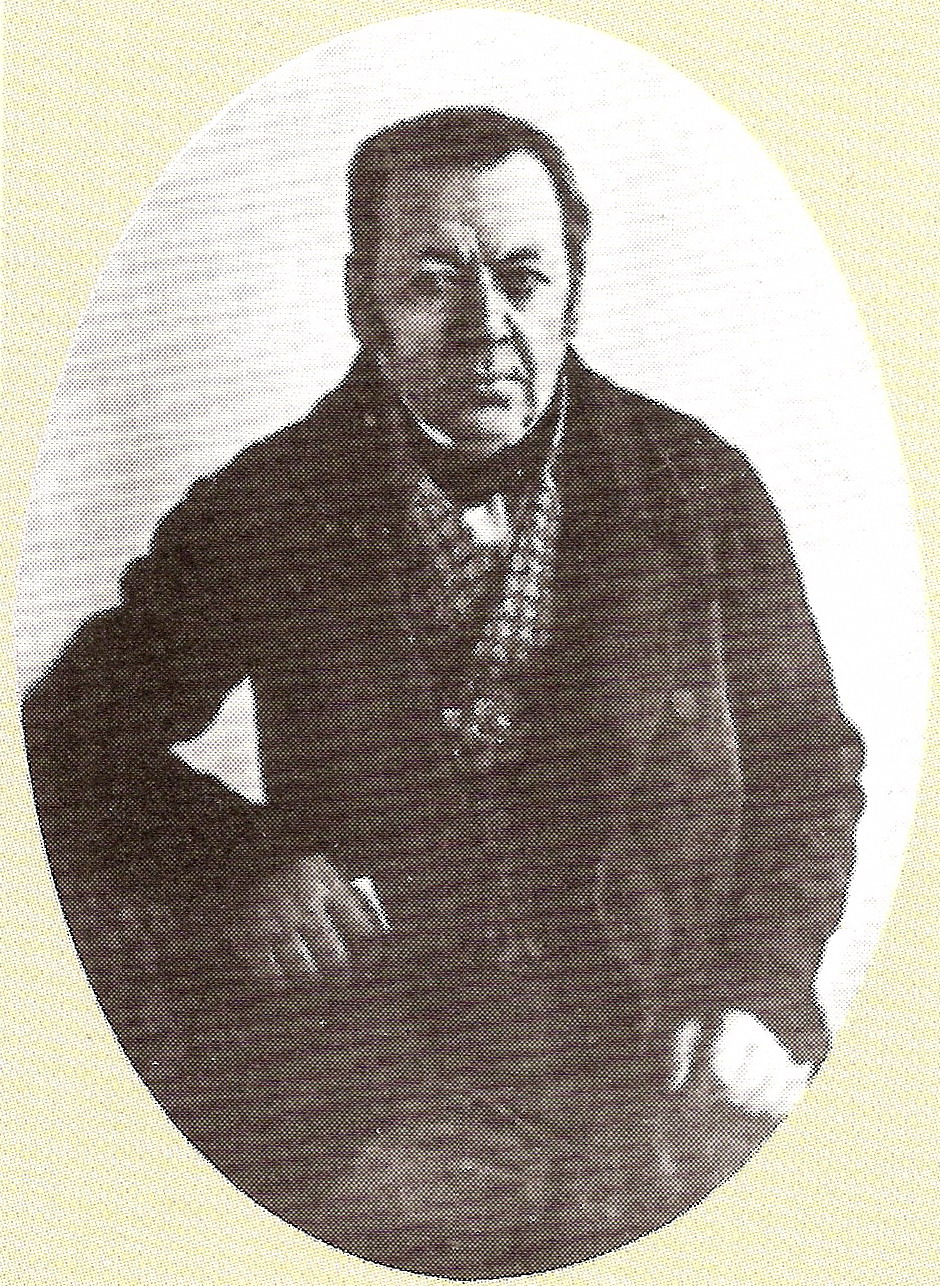
David Sprüngli en 1840

Logo de Lindt

L'entreprise Sprüngli a été fondée en 1845 à Zurich par le confiseur David Sprüngli-Schwarz (en).
En 1899, l'entreprise rachète la manufacture de chocolat de Rodolphe Lindt (1855-1909) à Berne.
La marque devient alors Lindt et Sprüngli.
En juillet 2014, Lindt acquiert l'entreprise américaine Russell Stover, spécialisée dans les boîtes de chocolats, pour environ 1,5 milliard de dollars, augmentant sa part de marché aux États-Unis à 10 %.
La crise sanitaire liée au Covid-19 a fortement affecté les ventes du groupe en 2020 (-10%). En 2021, le groupe dépasse ses ventes d'avant la crise sanitaire.

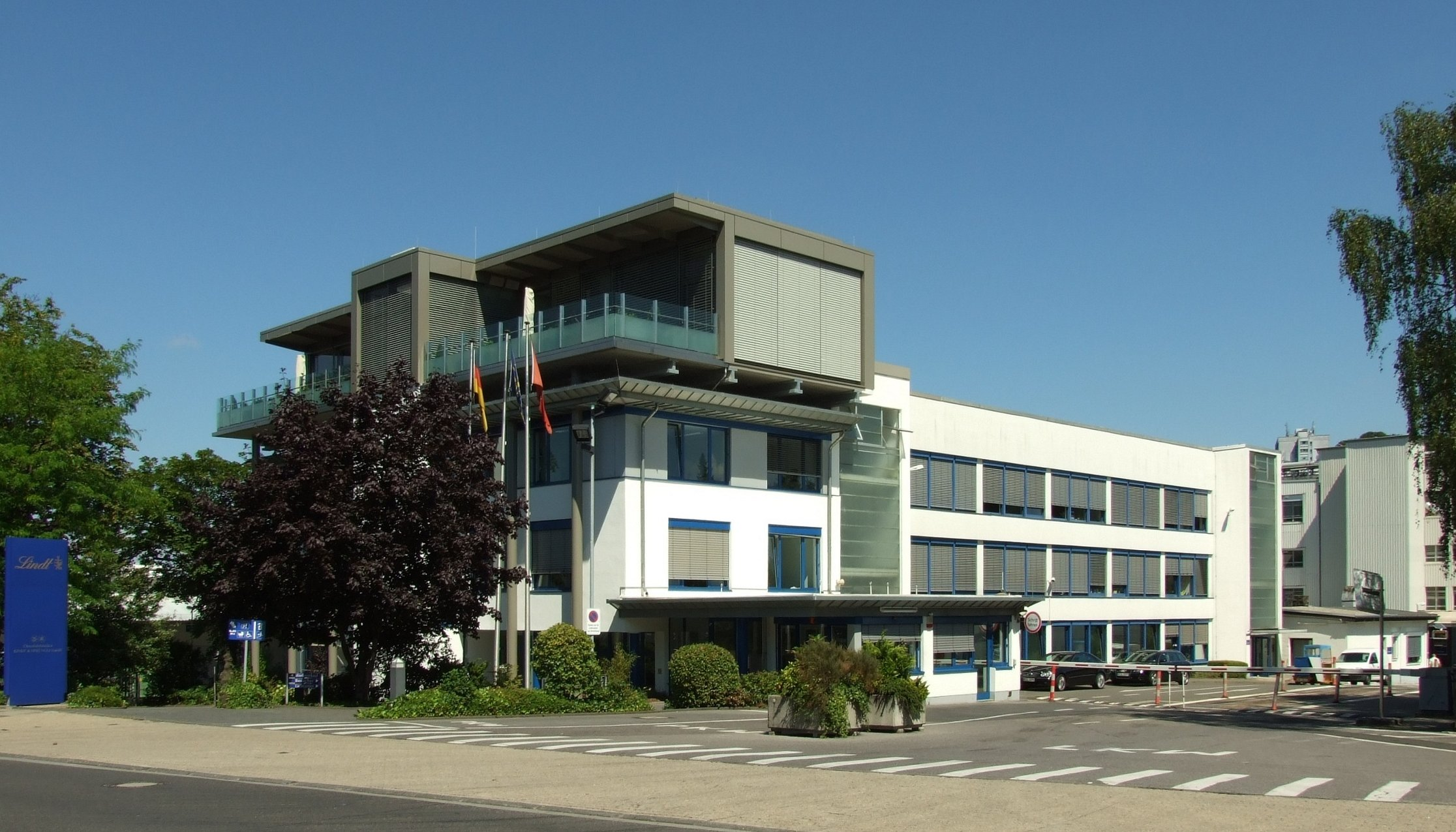
Usine à Aix-la-Chapelle, en Allemagne

## Produits
Lindt & Sprüngli confectionne des plaques de chocolat (dont Lindt Classique, Lindt Noisettes, Lindt Double Lait et Lindt Double Lait Müesli) mais aussi des pralines.

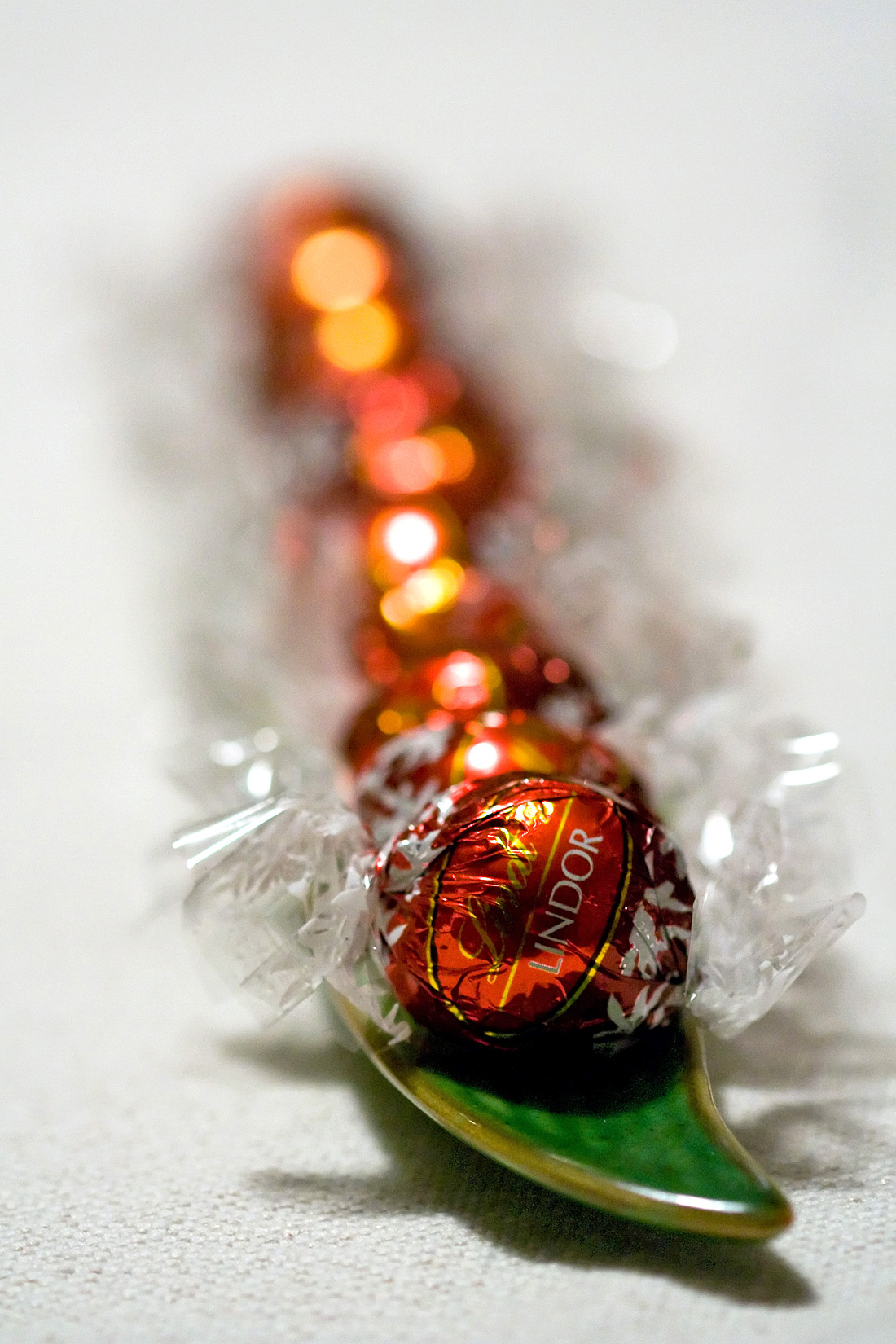
Lindor

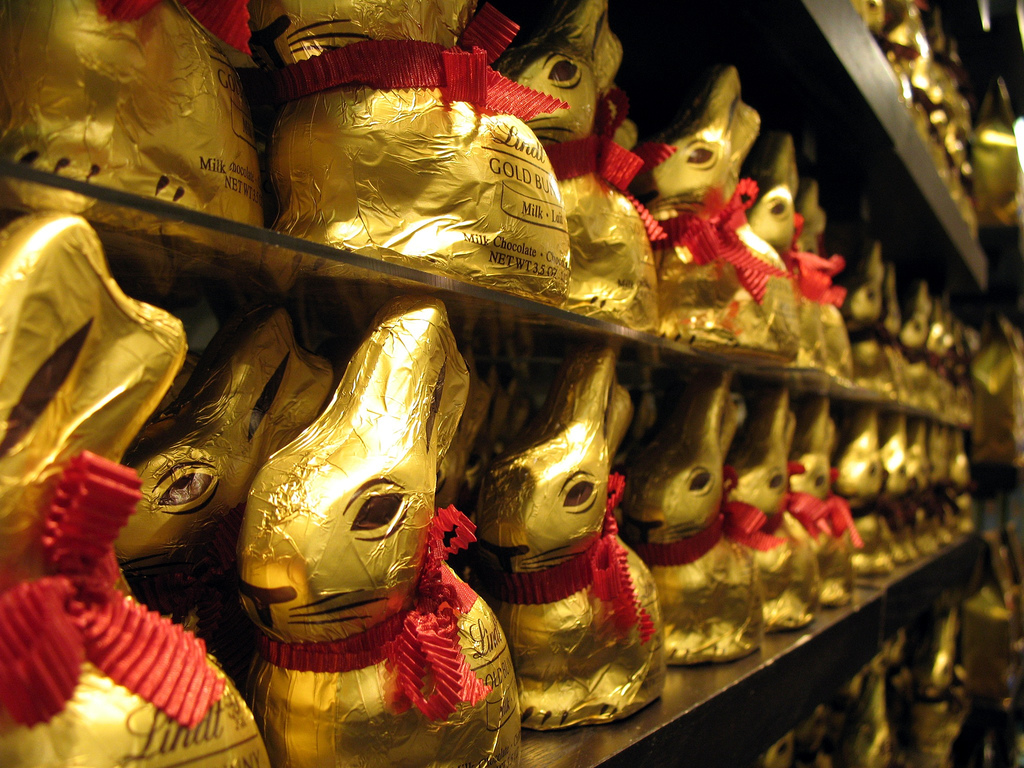
Étalage de lapins en chocolat de Lindt

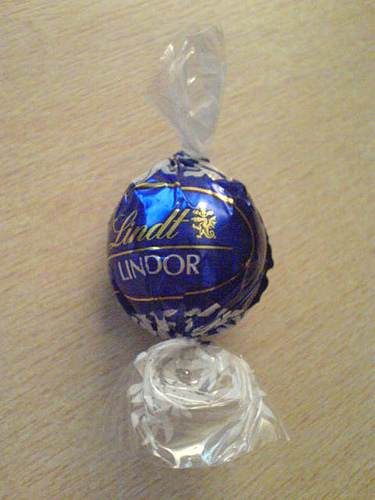
Truffe Lindor au chocolat noir
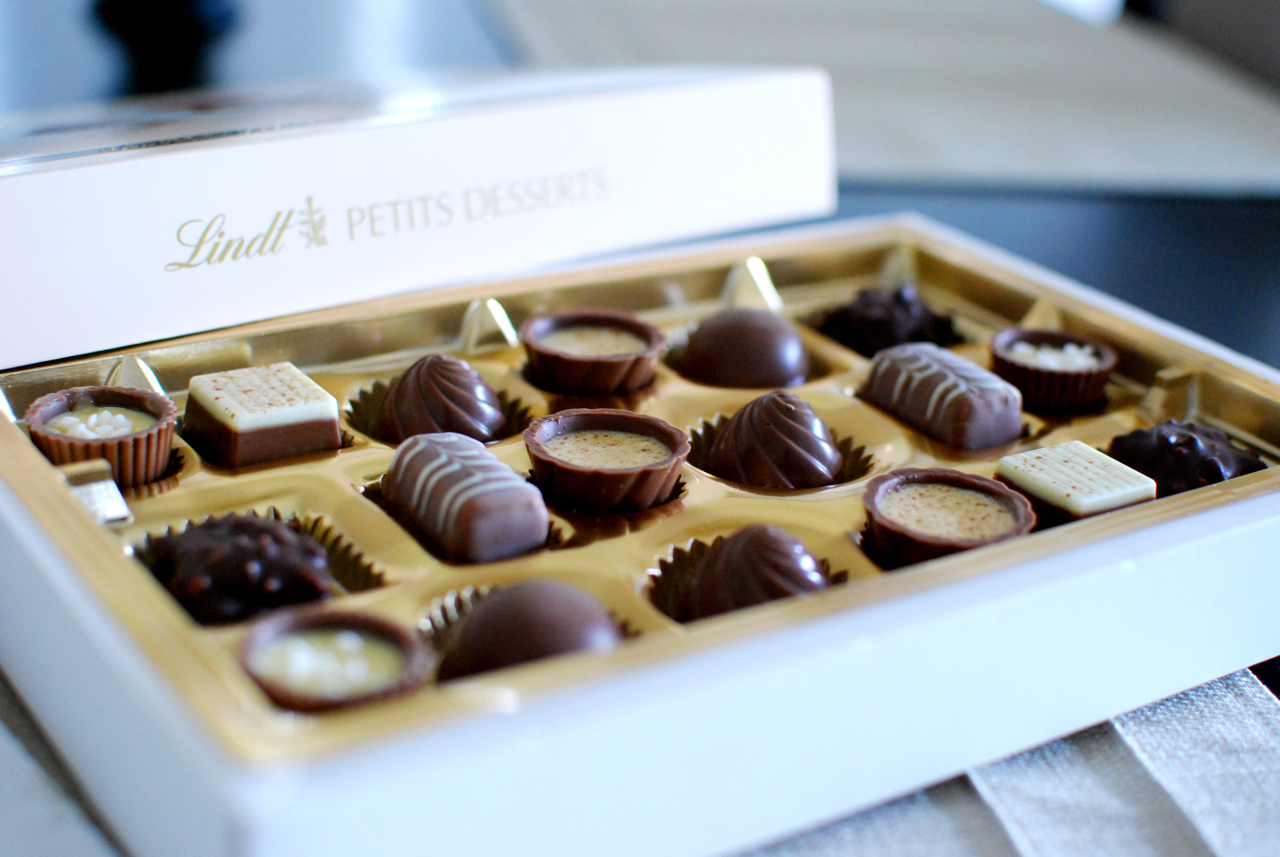
Assortiment de chocolats
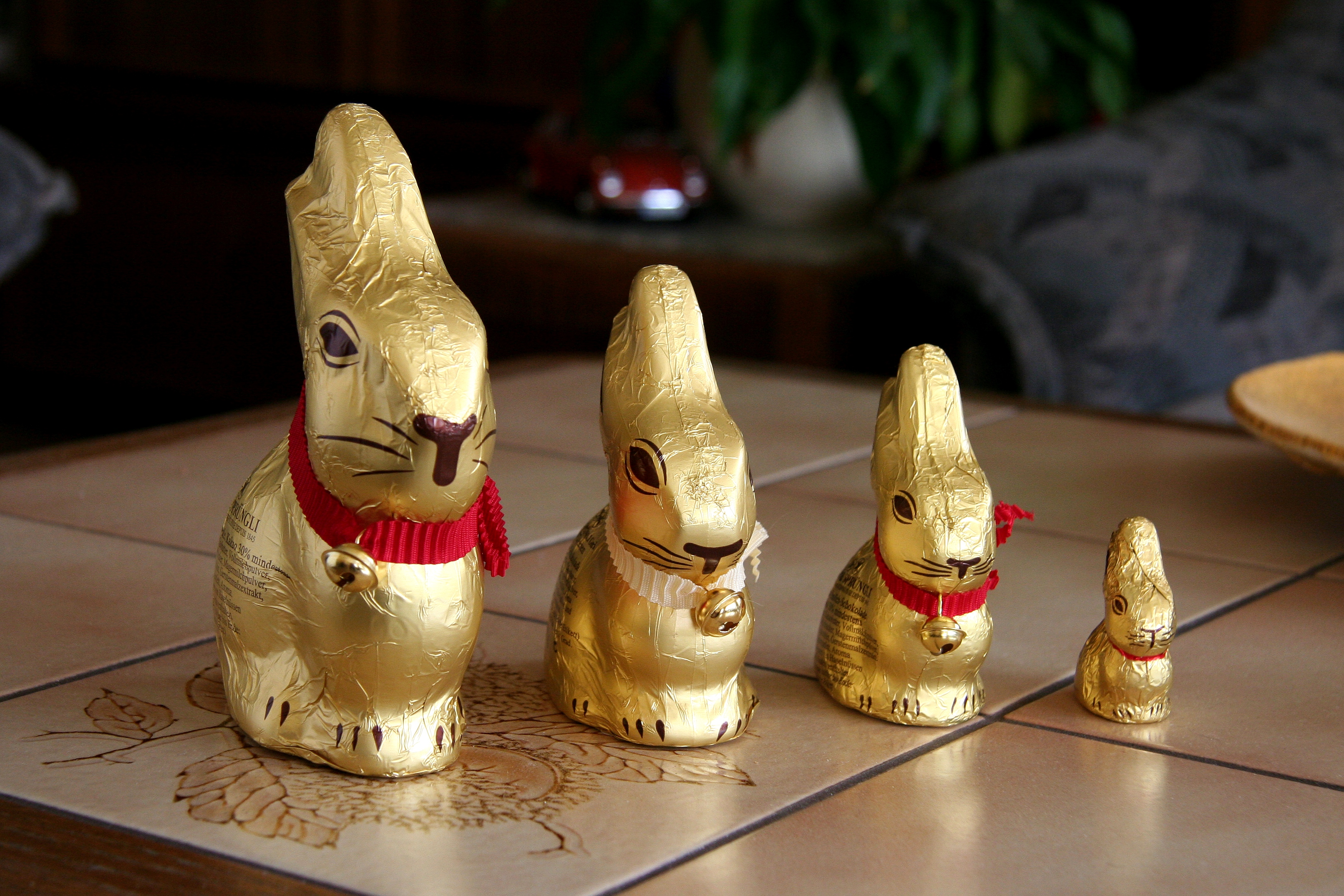
Le lapin Lindt, disponible en différentes tailles
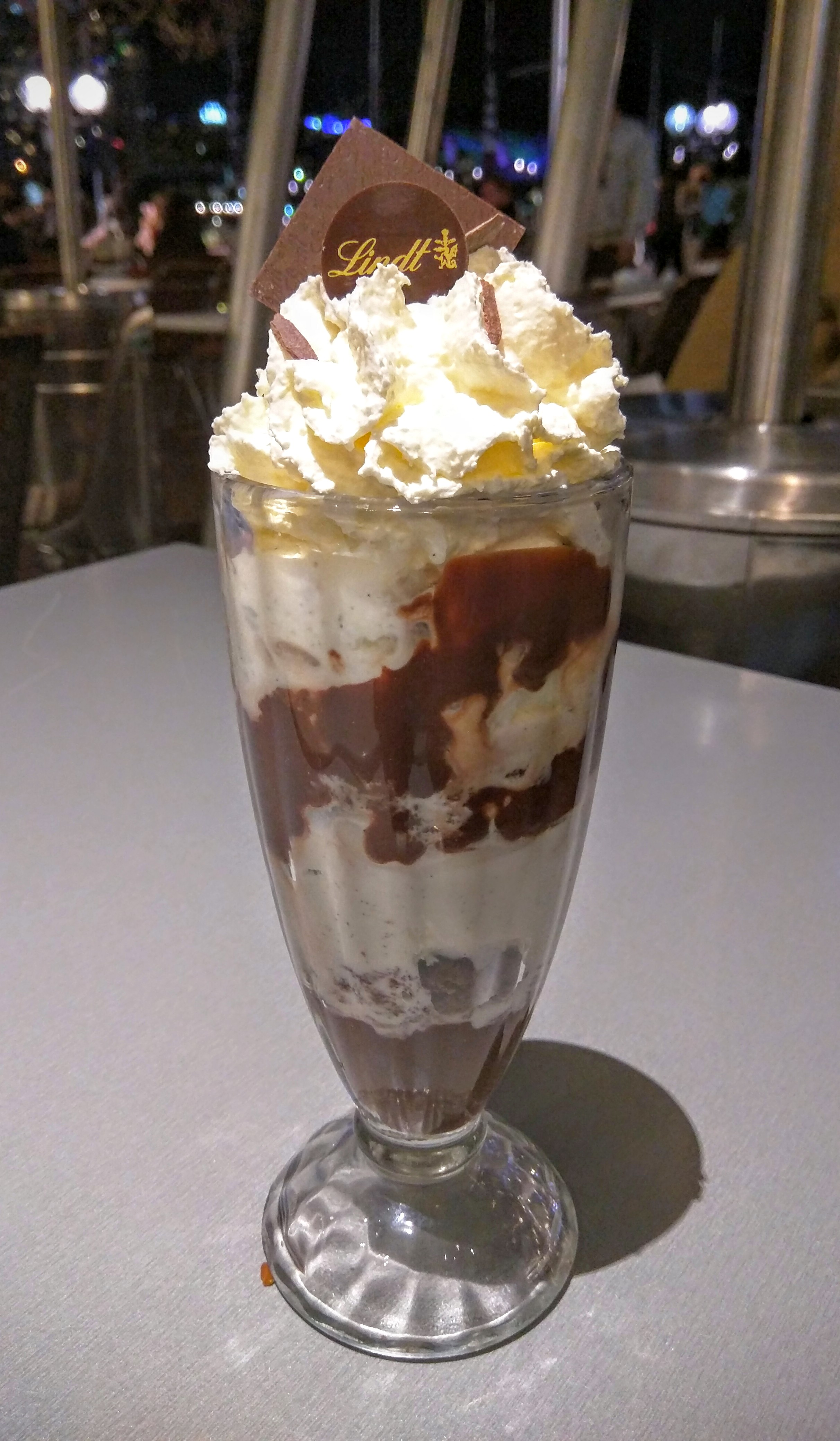
Glace au sirop de chocolat
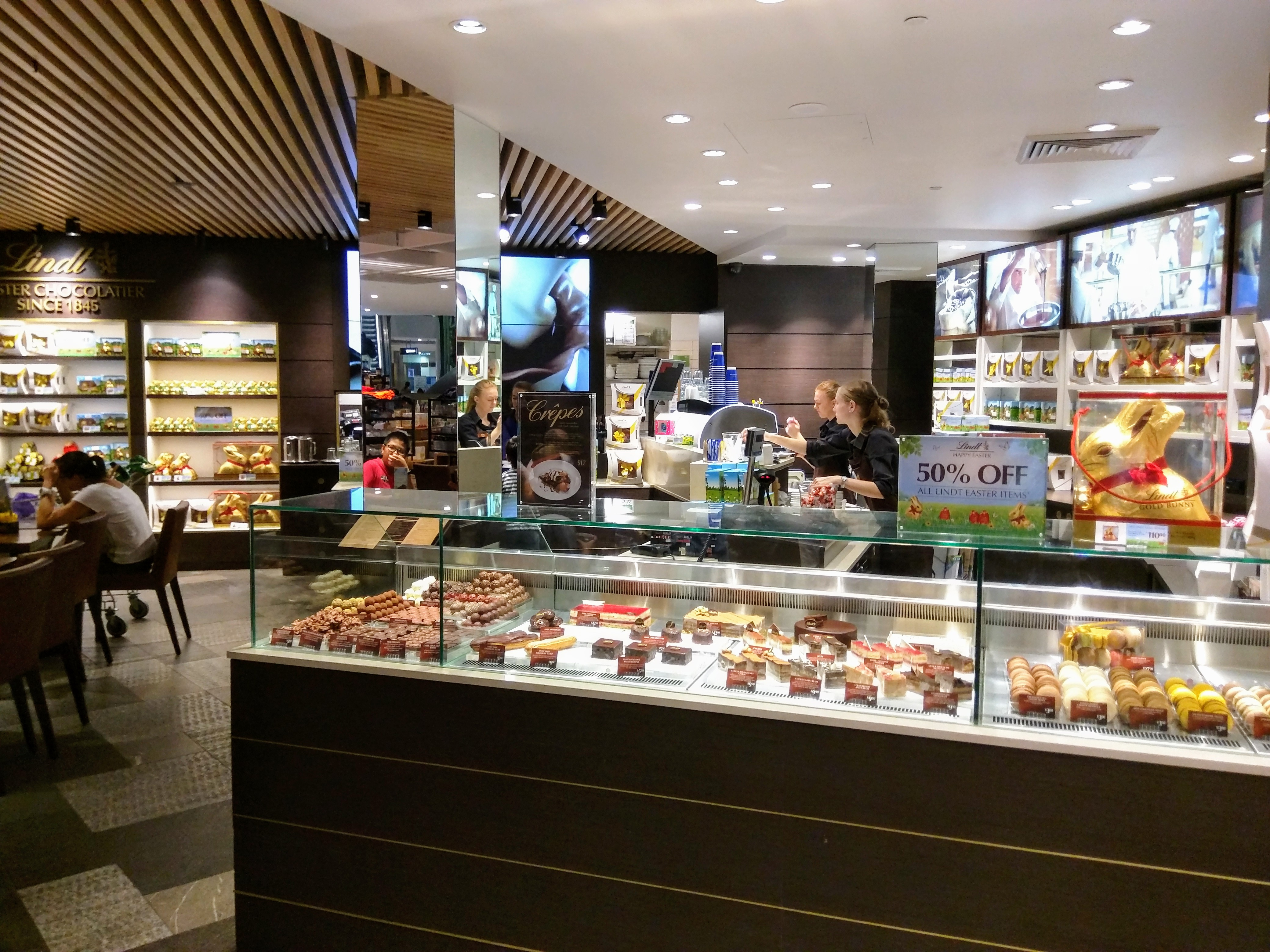
Magasin-café

## Actionnaires
L'entreprise est cotée à la bourse suisse depuis 1986.
Liste des principaux actionnaires au 9 février 2022 :
| Actionnaire                                  | %      |
| -------------------------------------------- | ------ |
| Lindt & Sprüngli (pensions)                  | 20,5 % |
| Banque centrale de Norvège                   | 3,23 % |
| Ernst Tanner (en)                            | 2,26 % |
| The Vanguard Group                           | 2,17 % |
| UBS Asset Management Switzerland             | 1,63 % |
| BlackRock                                    | 1,48 % |
| Morgan Stanley Asia (Investment Management)  | 1,17 % |
| Crédit suisse Asset Management (Schweiz)     | 1,12 % |
| Zürcher Kantonalbank (Investment Management) | 0,94 % |
| Geode Capital Management                     | 0,83 % |